# Triumph TR7
Triumph TR7 – brytyjski samochód sportowy produkowany od września 1974 do października 1981 przez Triumph Motor Company (filia British Leyland). Początkowo samochód powstawał w fabryce zlokalizowanej w Speke (Liverpool), w 1978 produkcję przeniesiono do Canley (Coventry), a w 1980 do fabryki Rovera w Solihull. Sprzedaż modelu na rynku USA została rozpoczęta w styczniu 1975 roku, debiut w Wielkiej Brytanii miał zaś miejsce w maju 1976. Powstało 112 368 egzemplarzy wersji coupé/hardtop oraz 28 864 sztuk cabriolet/roadster.
Do napędu użyto ośmiozaworowego silnika R4 o pojemności dwóch litrów, generował on moc maksymalną 106 KM (78 kW) (92 KM/69 kW na rynek północnoamerykański). Jednostka ta była bardzo podobna do tej stosowanej w samochodzie Triumph Dolomite Sprint. W TR7 montowano ją nad przednią osią, wzdłużnie do nadwozia. Napęd przenoszony był na oś tylną poprzez 4-biegową manualną skrzynią biegów. Opcjonalnie dostępna była 5-biegowa przekładnia ręczna oraz 3-biegowy automat. 

## Dane techniczne
GB
- R4 Triumph Slant-4 2,0 l (1998 cm³), 2 zawory na cylinder, SOHC
- Układ zasilania: gaźnik
- Średnica cylindra × skok tłoka: 90,3 x 78 mm
- Stopień sprężania: 9,3:1
- Moc maksymalna: 106 KM (78 kW) przy 5500 obr./min
- Maksymalny moment obrotowy: 163 N•m przy 3500 obr./min

- Przyspieszenie 0-100 km/h: 9,2 s
- Prędkość maksymalna: 177 km/h

USA
- R4 GM Opel Family II 2,0 l (1998 cm³), 2 zawory na cylinder, SOHC
- Układ zasilania: gaźnik
- Średnica cylindra × skok tłoka: 86 x 86 mm
- Stopień sprężania: 8,0:1
- Moc maksymalna: 87 KM (64 kW) przy 5500 obr./min
- Maksymalny moment obrotowy: 139 N•m przy 3000 obr./min

- Przyspieszenie 0-100 km/h: 11,5 s
- Prędkość maksymalna: 170 km/h

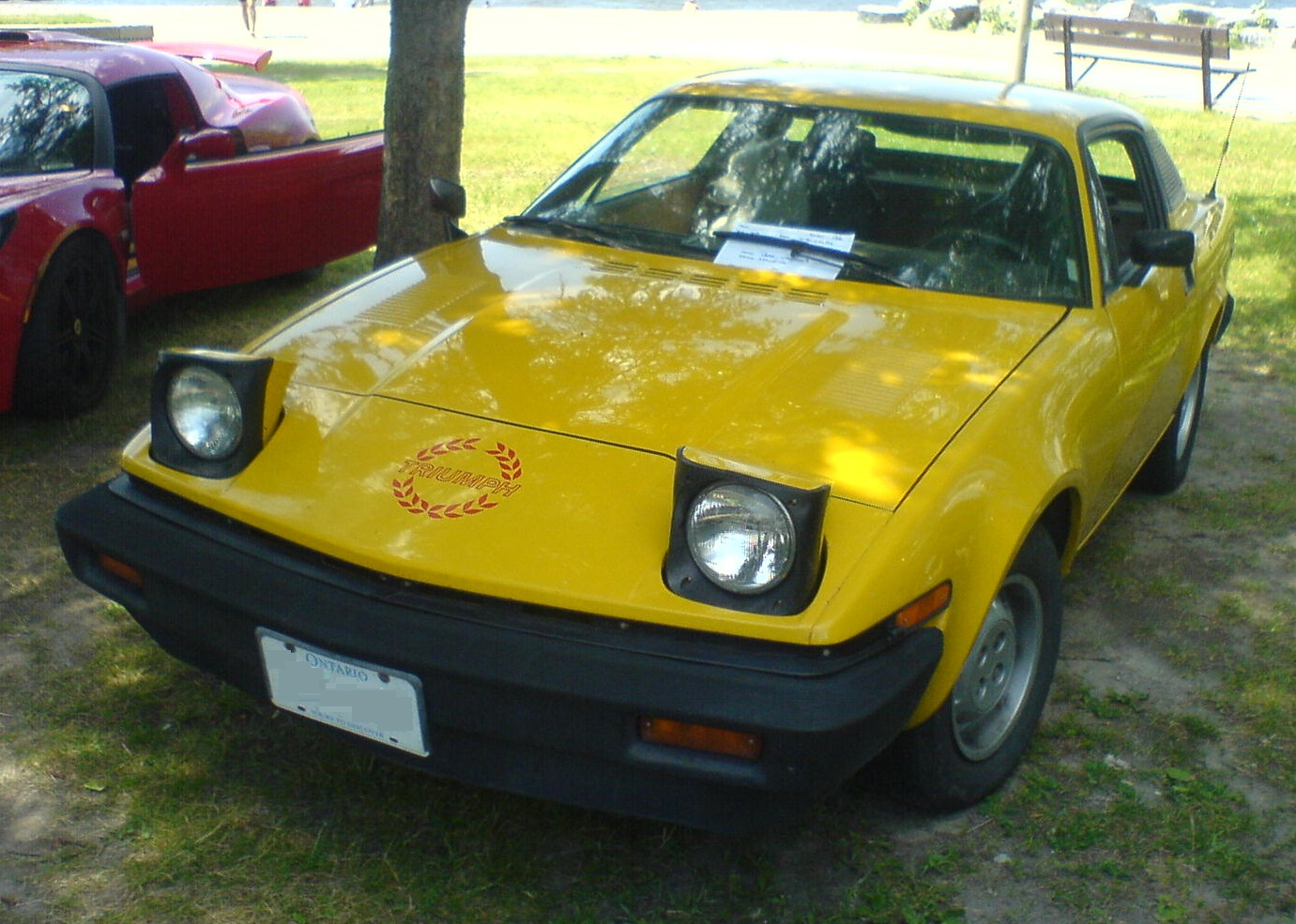
TR7 z roku 1979
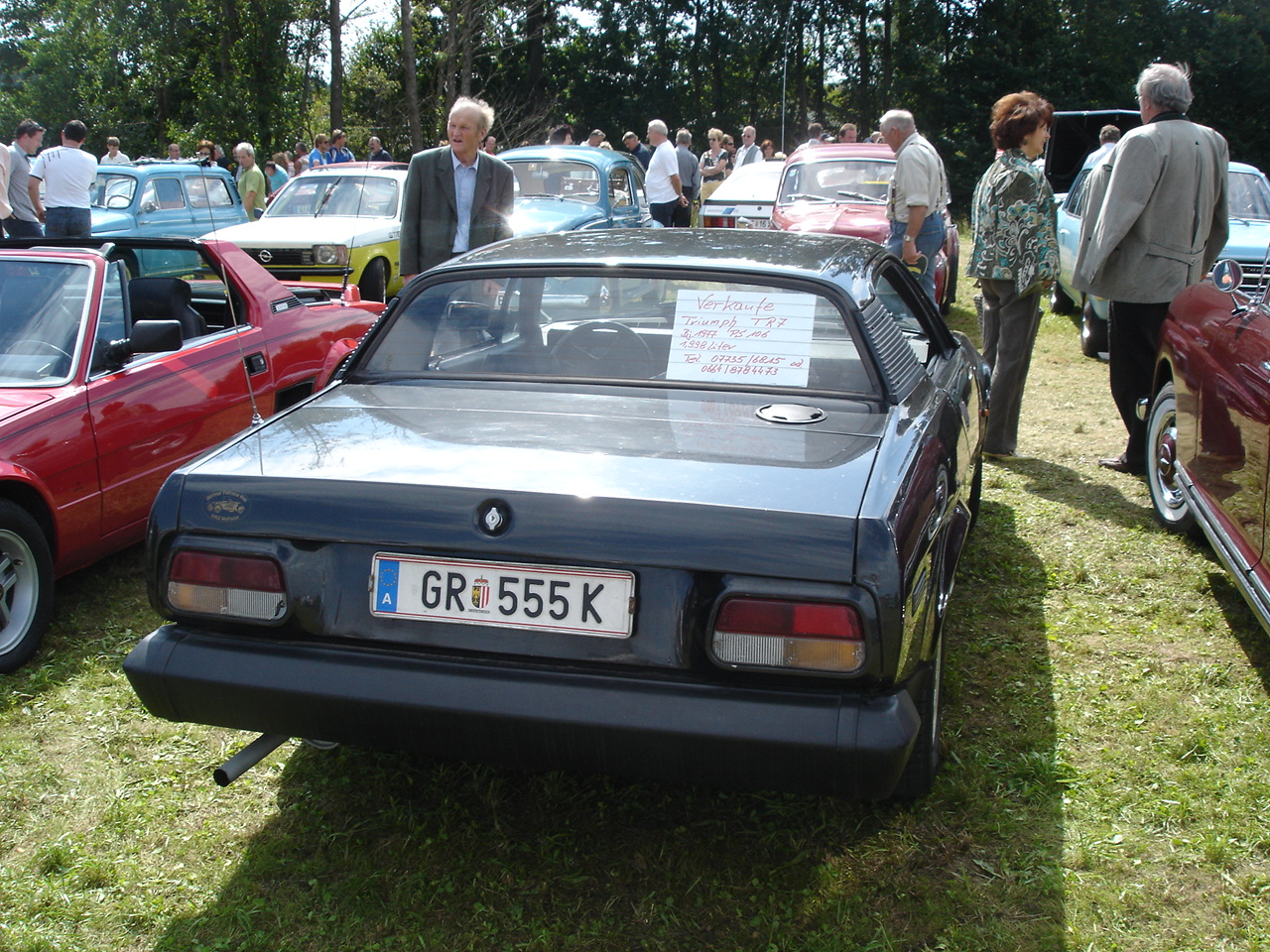
TR7 - tył nadwozia

## Triumph TR8
Triumph TR8 różnił się od TR7 silnikiem, do napędu użyto jednostki V8 o pojemności 3,5 l znanej z Rovera SD1. W latach 1978–1981 powstało 2497 egzemplarzy TR8, większość sprzedano na terenie Ameryki Północnej. 
Standardowo silnik wyposażony był w dwa gaźniki, opcjonalnie we wtrysk paliwa Bosch L-Jetronic. Pozostałe różnice w stosunku do TR7 to m.in.: inne przełożenie tylnego mostu, wydajniejsze hamulce, obręcze kół ze stopów lekkich czy też akumulator przeniesiony spod maski do bagażnika. Z powodu większego silnika masa własna wzrosła do nieco ponad 1200 kg.
Źródło
- Rover V8 3,5 l (3532 cm³), 2 zawory na cylinder, OHV
- Układ zasilania: gaźnik
- Średnica cylindra × skok tłoka: 88,9 x 71,12 mm
- Stopień sprężania: b/d
- Moc maksymalna: 157 KM (116 kW) przy 5000 obr./min
- Maksymalny moment obrotowy: 224 Nm przy 3200 obr./min

- Przyspieszenie 0-100 km/h: 7,7-8,4 s (w zależności od źródła)
- Prędkość maksymalna: 191-217 km/h (w zależności od źródła)

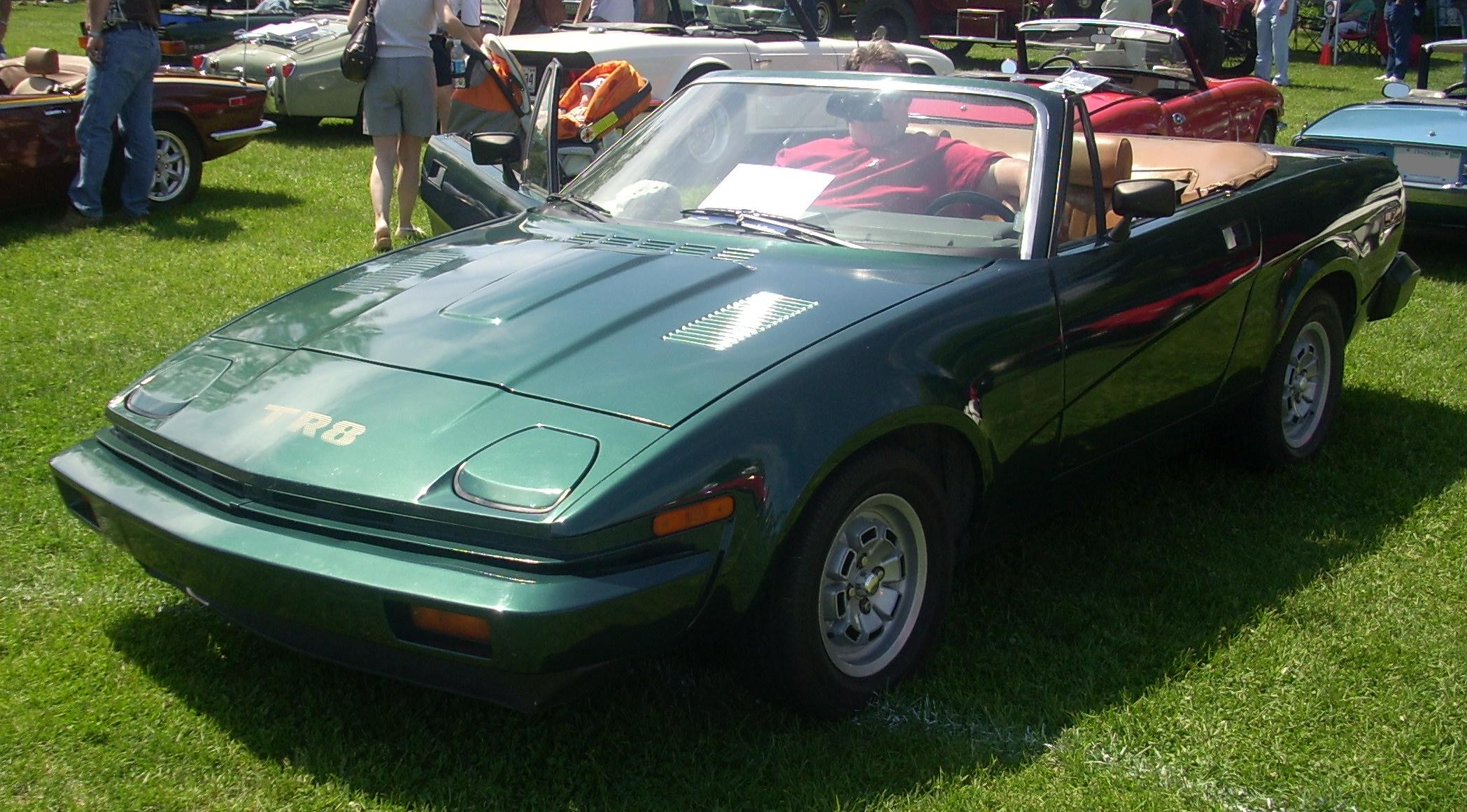
TR8 z roku 1980
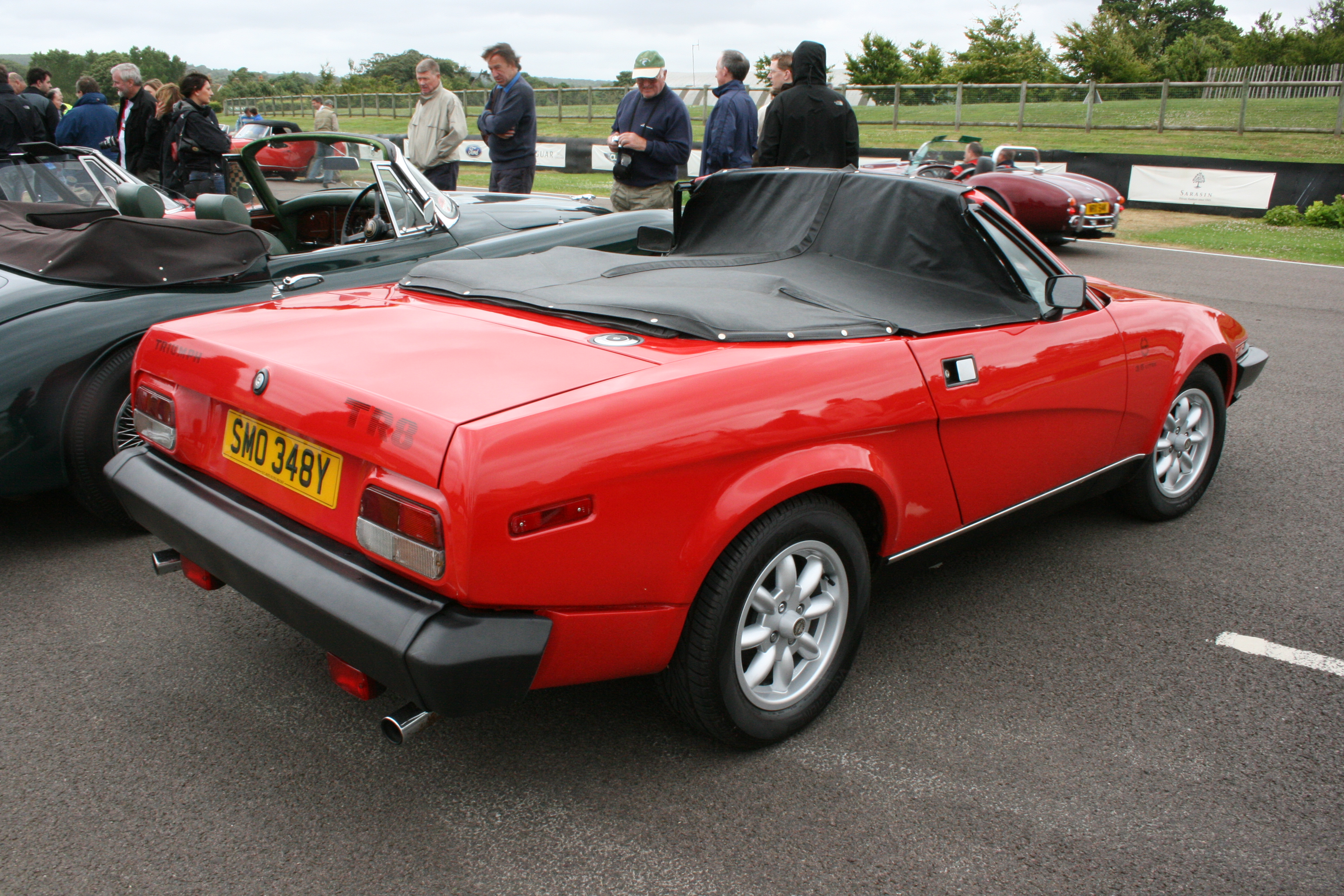
TR8 - tył nadwozia
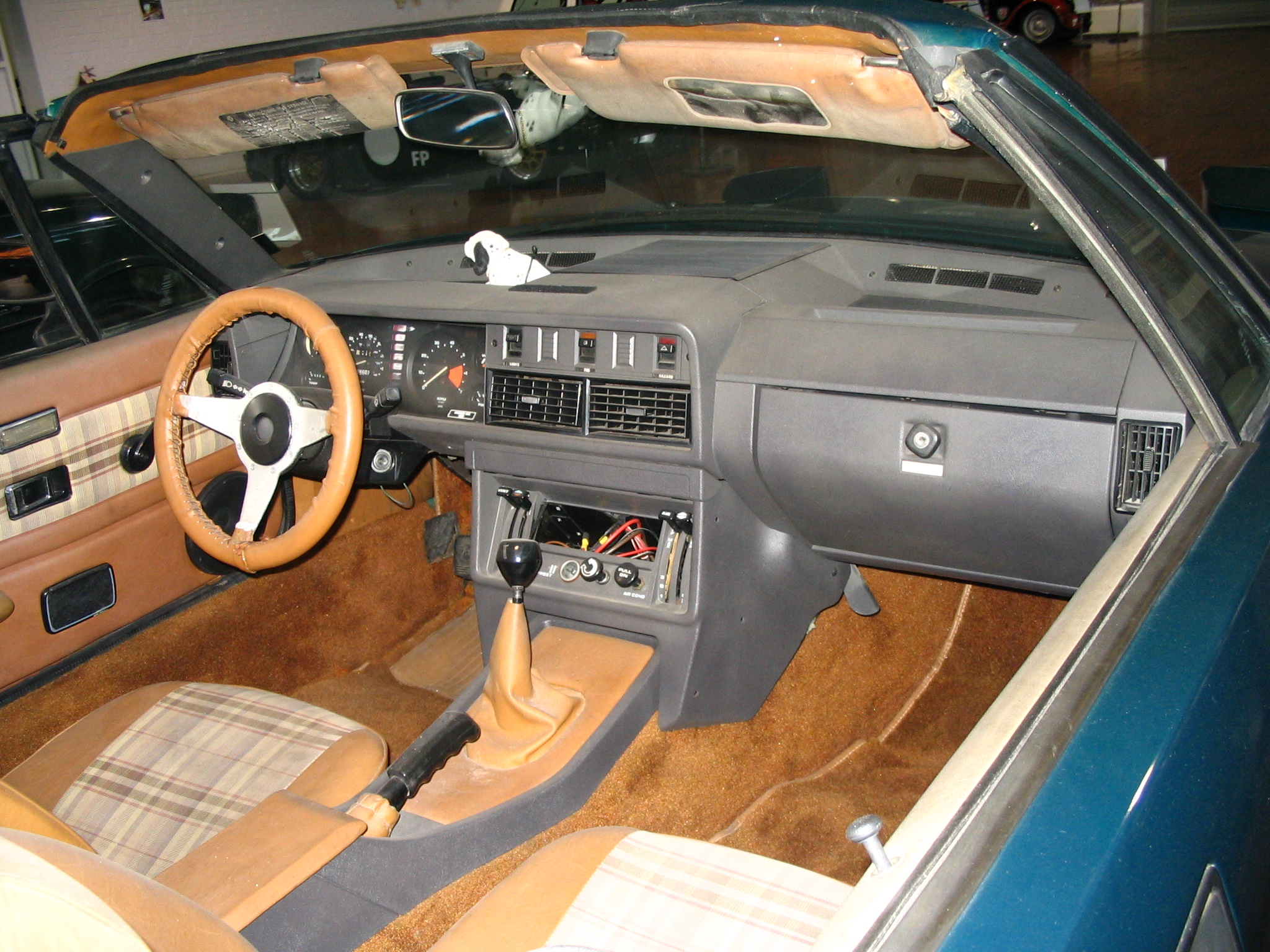
TR8 z roku 1980 - wnętrze